# Васищевский поселковый совет (Харьковская область)
Ва́сищевский поселко́вый сове́т — входит в состав Харьковского района Харьковской области Украины.
Административный центр поселкового совета находится в пгт Васищево.

## История
- ? - дата образования сельского совета депутатов.
- 1938 — дата переименования сельского совета в поселковый в связи с присвоением статуса посёлок.

## Населённые пункты совета
- пгт Васищево
- посёлок Подолёх